# Ratpenat cuallarg midas
El ratpenat cuallarg midas (Mops midas) és una espècie de ratpenat de la família dels molòssids

## Distribució
Es troba a Benín, Botswana, Burkina Faso, Burundi, República Centreafricana, el Txad, República Democràtica del Congo, Eritrea, Etiòpia, Gàmbia, Ghana, Kenya, Madagascar, Malawi, Mali, Moçambic, Namíbia, el Níger, Nigèria, Ruanda, Aràbia Saudita, Senegal, Sud-àfrica, el Sudan, Tanzània, Togo, Uganda, Zàmbia i Zimbàbue.